# Ariel Atom
Ariel Atom — високопродуктивний болід, який виробляється британською компанією Ariel Motor Company у графстві Сомерсет, і компанією TMI Autotech у США. Усього випускалося чотири моделі: Ariel Atom, Ariel Atom 2, Ariel Atom 3 та Ariel Atom 4.
Автомобіль виконаний на основі екзоскелета — у нього відсутні вікна, двері, дах. На вигляд «Атом» схожий на болід «Формули-1»: відсутність колісних арок, витягнутий перед. Автомобіль поставляється з рядом двигунів, найпотужніша модифікація оснащена двигуном Honda Civic Type R K20Z3 supercharged. Також є двигун GM Ecotec Engine. З цими двигунами Atom може розвивати прискорення, яке перевищує можливості більш дорогих спортивних автомобілів.

## Двигуни
- 1.8 л Rover K-Series 190 к.с.
- 2.0 л Honda K20Z4 i-VTEC 245 к.с.
- 2.0 л Honda K20Z4 i-VTEC supercharged 310 к.с.
- 2.0 л Honda K20Z4 i-VTEC supercharged 350 к.с. (3.5R)
- 2.2-2.4 л General Motors Ecotec supercharged 205—300 к.с.
- 3.0 л Ariel V8 500 к.с.
- 2.4 л Honda i-VTEC (США) 245 к.с.
- 2.4 л Honda i-VTEC supercharged (США) 300 к.с.
- 2.4 л Honda K24Z7 i-VTEC 230 к.с.
- 2.4 л Honda K24Z7 i-VTEC turbocharged 365 к.с.
- 2.0 л Honda K20C1 i-VTEC turbocharged 321 к.с.